# Leptochiton collusor
Leptochiton collusor är en blötdjursart som först beskrevs av Tom Iredale och Hull 1925.  Leptochiton collusor ingår i släktet Leptochiton och familjen Leptochitonidae. Inga underarter finns listade i Catalogue of Life.